# Hyles dahlii
Hyles dahlii ist ein Schmetterling (Nachtfalter) aus der Familie der Schwärmer (Sphingidae).

## Merkmale

### Merkmale der Imagines
Die Falter erreichen Flügelspannweiten von 65 bis 85 Millimetern und haben die für Arten der Gattung Hyles typische Färbung: Ihre Vorderflügel sind olivbraun und tragen eine gewellte und eingebuchtete weißlichgraue Binde, die am Flügelhinterrand nahe der Flügelwurzel als breiter Streifen beginnt und allmählich schmaler werdend bis in den Apex verläuft. Das Saumfeld ist ebenso weißlichgrau gefärbt. Die Hinterflügel haben mittig eine breite, rosarote Binde, eine schwarze Basis und eine schwarze Saumbinde. Am Flügelinnenrand grenzt an die rosarote Binde ein weißer Fleck an. Die Färbung der Tiere ist nur wenig variabel und erinnert an ein dunkel gefärbtes und stark geflecktes Exemplar von Hyles tithymali.

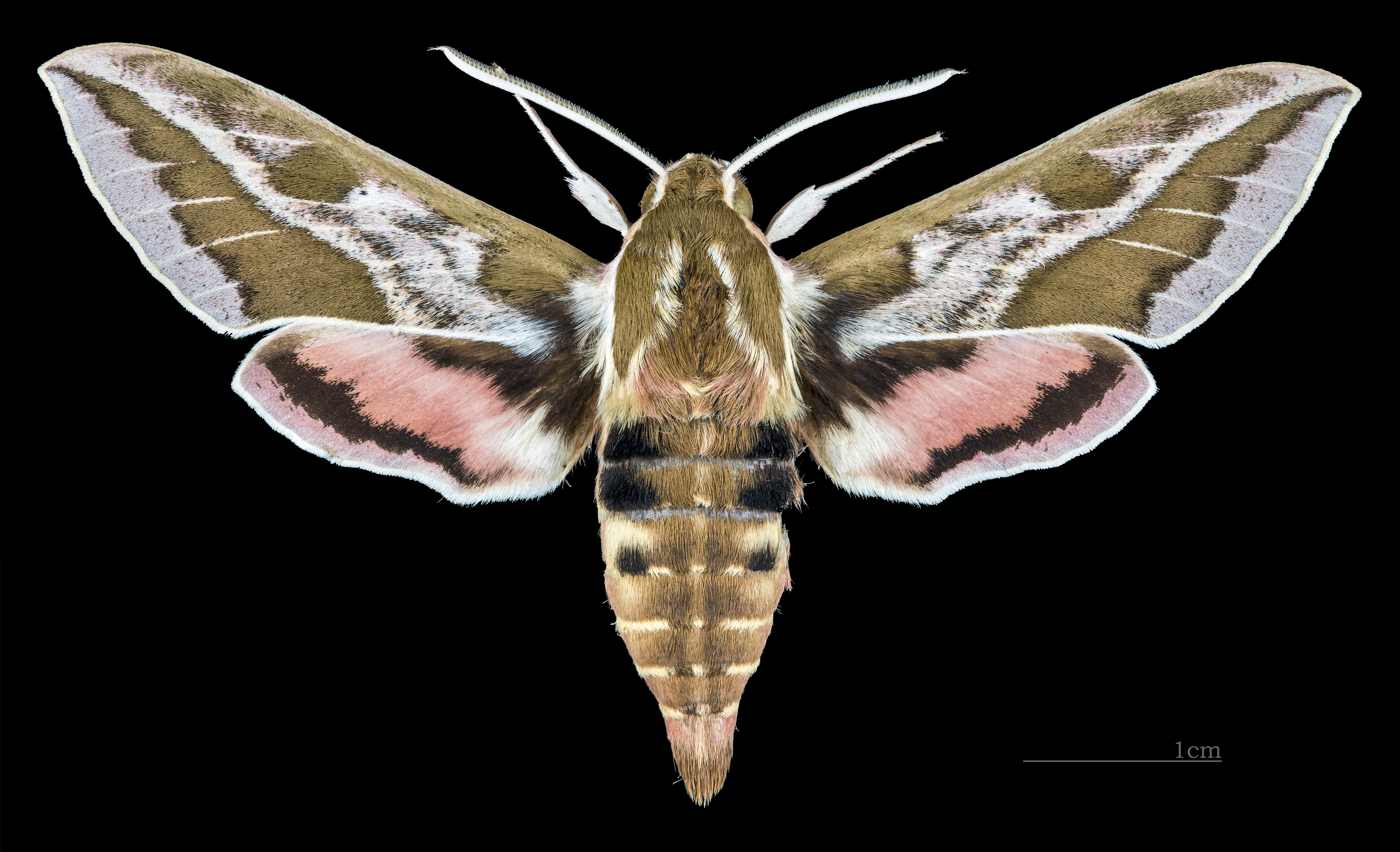
♂
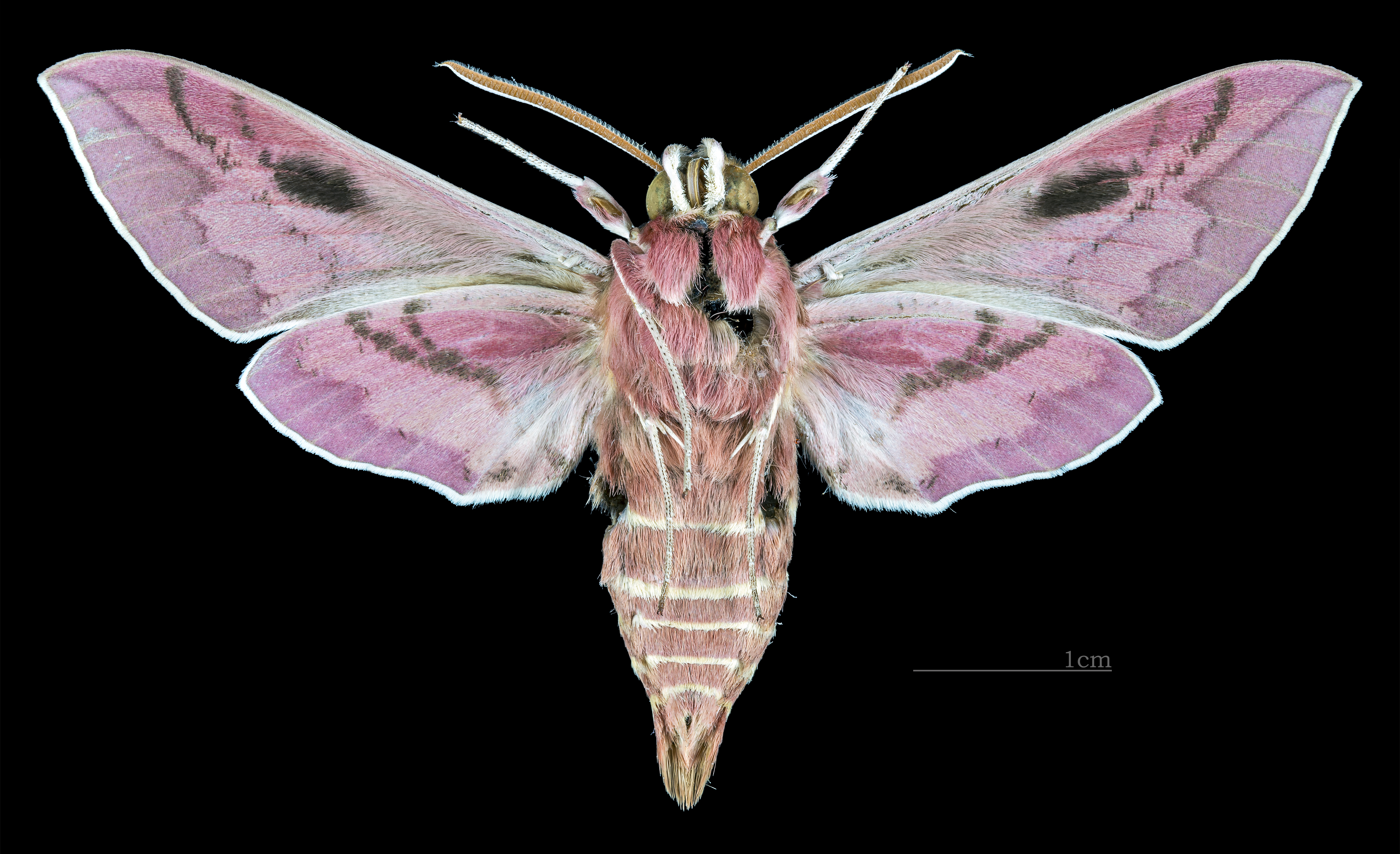
♂ △
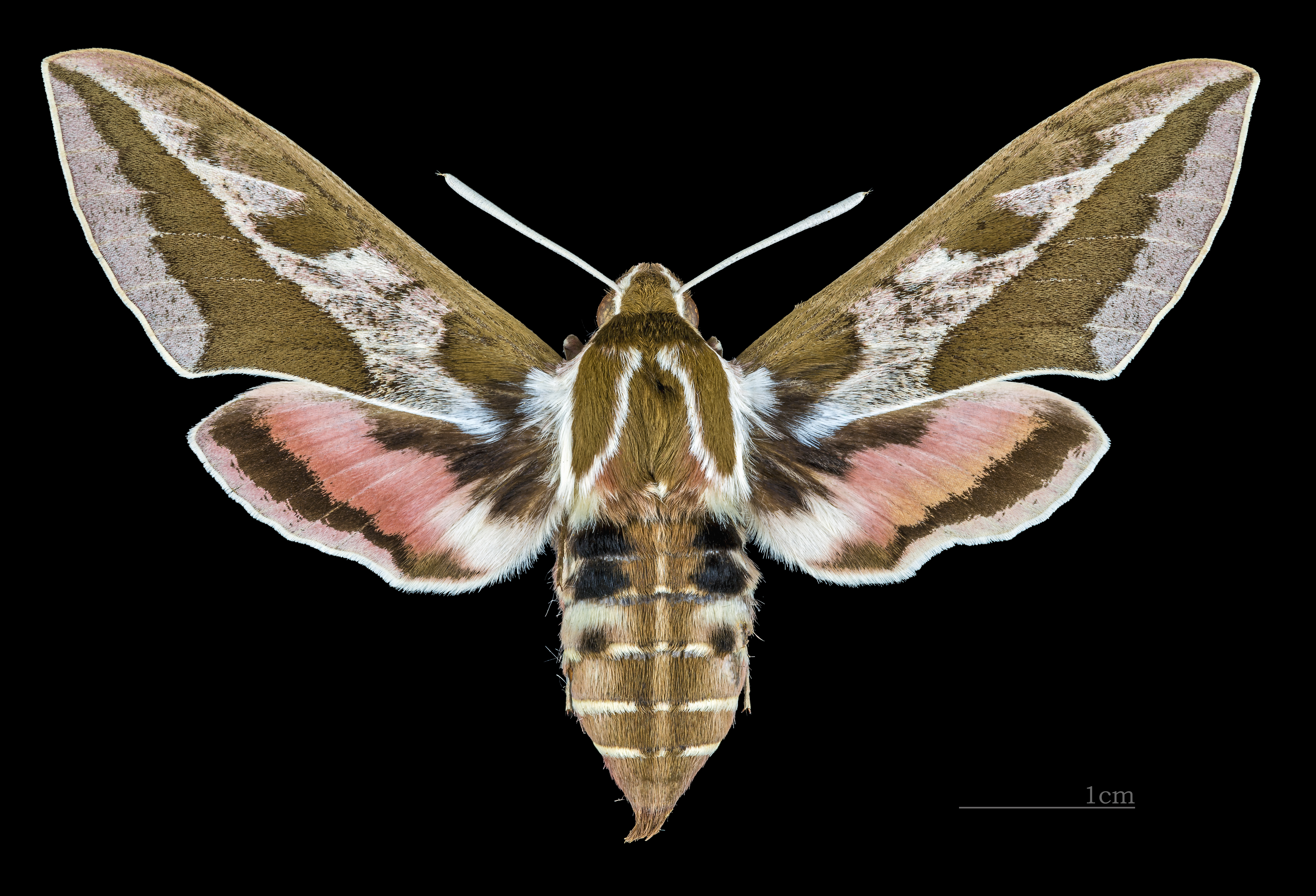
♀
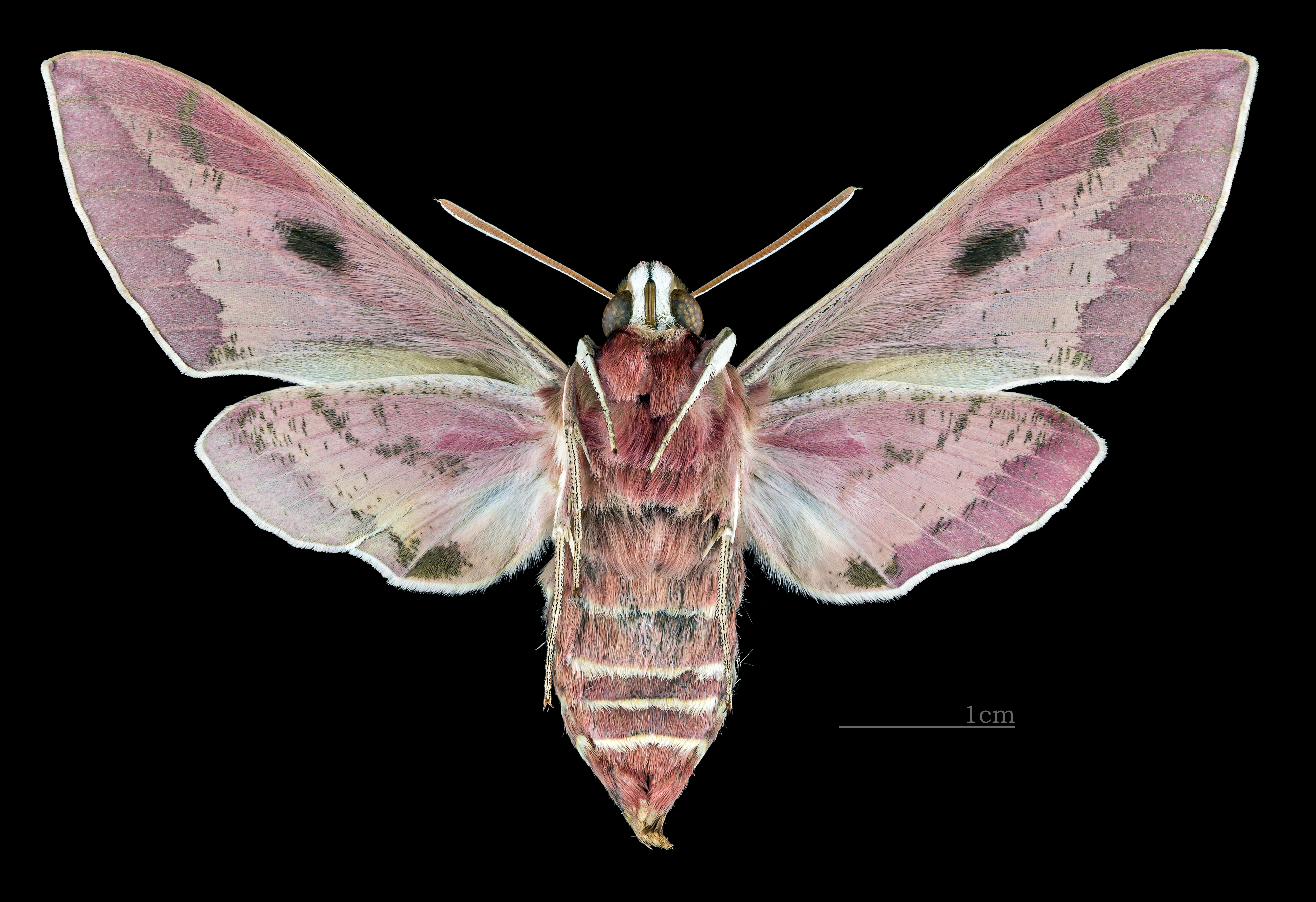
♀ △

### Merkmale der Raupen
Die Raupen ähneln denen des Wolfsmilchschwärmers und haben ausgewachsen eine dunkelgraue Grundfarbe. Ihr Körper ist mit sehr vielen feinen weißlichen Pünktchen bedeckt. Die Kopfkapsel ist in der Regel violett, das Analhorn orange. Auf jedem Körpersegment befinden sich zwei ovale, weiße Augenflecken, die samten-schwarz umrandet sind. Entlang des Rückens verläuft eine feine orange Längslinie, entlang der Seiten verläuft unterhalb der weißen Stigmen eine abwechselnd rot und gelb gefärbte Längslinie. Die Bauchseite der Raupen ist gelblich gefärbt.

### Ähnliche Arten
- Wolfsmilchschwärmer (Hyles euphorbiae) (Linnaeus, 1758) A, CH, D
- Labkrautschwärmer (Hyles gallii) (Rottemburg, 1775) A, CH, D
- Sanddornschwärmer (Hyles hippophaes) (Linnaeus, 1758) A, CH, D
- Linienschwärmer (Hyles livornica) (Esper, 1793) A, CH, D
- Hyles nicaea (de Prunner, 1798)
- Hyles tithymali (Boisduval, 1834)

## Vorkommen
Die Tiere kommen auf Korsika, Sardinien und den Balearen vor. Gelegentlich kann man die Art auch auf Sizilien nachweisen, sehr selten auch an der Nordostküste Spaniens oder an der Küste der Toskana. In Tunesien wurde die Art in der Mitte der 1980er-Jahre ausgesetzt.
Auf Menorca ist die ursprüngliche Population von Hyles dahlii so stark mit Wolfsmilchschwärmern hybridisiert, dass nur wenige charakteristische Merkmale von Hyles dahlii bei den Imagines beobachtet werden können. Eine ähnliche Hybridisierung der Art geschah auf Malta mit Hyles tithymali. Es gibt Indizien dafür, dass sich Hyles dahlii durch Isolation von Hyles tithymali als eigenständige Art entwickelt hat.
Hyles dahlii besiedelt felsige Berghänge mit Bewuchs von Kiefern und Büschen.

### Flug- und Raupenzeiten
Die Falter fliegen in zwei Generationen von Mai bis Juni und von August bis September. In warmen Jahren kann auch eine partielle dritte Generation auftreten. Die Raupen findet man von Juni bis Oktober.

### Nahrung der Raupen
Die Raupen ernähren sich von krautigen Wolfsmilcharten (Euphorbia), insbesondere von Strand-Wolfsmilch (Euphorbia paralias), Walzen-Wolfsmilch (Euphorbia myrsinites), Palisaden-Wolfsmilch (Euphorbia characias), Baum-Wolfsmilch (Euphorbia dendroides), Euphorbia pityusa (Wacholderblättrige Wolfsmilch), Euphorbia pinea und Euphorbia terracina.

## Entwicklung
Die Eier der Art gleichen denen des Wolfsmilchschwärmers, sind nahezu kugelig und hell blaugrün-glänzend gefärbt. Die Raupen sind nach dem Schlupf drei bis vier Millimeter lang und cremefarben. Auch die Puppen sehen denen des Wolfsmilchschwärmers sehr ähnlich. Sie sind das Überwinterungsstadium der Art. Bekannte Parasitoiden sind die Raupenfliegen Exorista larvarum und Masicera sphingivora.